# Ambrosio Ignacio Spínola y Guzmán
Ambrosio Ignacio Spínola y Guzmán (Madrid, 7 gennaio 1632 – Siviglia, 24 maggio 1684) è stato un arcivescovo cattolico e nobile spagnolo.

## Biografia
Nato a Madrid il 7 gennaio 1632, era figlio di Diego Messía Felípez de Guzmán, primo marchese di Leganés, e della nobile italiana Polissena Spinola, figlia del generale genovese Ambrogio Spinola e sorella del cardinale Agostino Spinola. Rimasto orfano all'età di sette anni, fu accolto sotto la tutela del conte e duca Gaspar de Guzmán y Pimentel, cugino di suo padre.
Avviato alla carriera ecclesiastica sotto la protezione dello zio cardinale, fu ordinato sacerdote nel 1655. Il 15 dicembre 1664 il re Filippo IV lo propose ufficialmente alla Santa Sede come nuovo vescovo di Oviedo, nomina che fu approvata da papa Alessandro VII nel concistoro del 13 aprile 1665. Ricevette la consacrazione episcopale il successivo 18 ottobre nella chiesa del monastero reale dell'Incarnazione di Madrid dalle mani del cardinale Girolamo Colonna. Prese possesso della sua nuova sede tramite un procuratore, per poi raggiungerla di persona tra l'11 e il 14 dicembre 1665.
Il 30 gennaio 1667 la regina reggente Maria Anna d'Asburgo lo promosse ad arcivescovo di Valencia, nomina che fu confermata da Roma il 7 marzo dello stesso anno. Di nuovo, Ambrosio prese possesso della sua sede tramite un procuratore il 23 successivo giugno, tuttavia non vi si recò mai di persona, perché il 20 luglio la stessa regina lo promosse ancora alla sede di Santiago di Compostela. La Santa Sede lo confermò solo il 7 aprile 1668. Ambrosio lasciò Oviedo in agosto e raggiunse la sua nuova sede il 2 settembre dello stesso anno.
L'11 agosto 1669 la regina Maria Anna lo propose come nuovo arcivescovo di Siviglia e papa Clemente IX accolse la proposta il successivo 7 ottobre. Il neoletto arcivescovo raggiunse la sede hispalense l'11 gennaio 1670.
Ambrosio Ignacio Spínola y Guzmán morì a Siviglia il 24 maggio 1684 e fu sepolto nella chiesa dell'Annunciazione della Compagnia di Gesù.

## Genealogia episcopale e successone apostolica
La genealogia episcopale è:
- Cardinale Guillaume d'Estouteville, O.S.B.Clun.
- Papa Sisto IV
- Papa Giulio II
- Cardinale Raffaele Riario
- Papa Leone X
- Papa Paolo III
- Cardinale Francesco Pisani
- Cardinale Alfonso Gesualdo
- Papa Clemente VIII
- Cardinale Pietro Aldobrandini
- Cardinale Laudivio Zacchia
- Cardinale Antonio Barberini, O.F.M.Cap.
- Cardinale Girolamo Colonna
- Arcivescovo Ambrosio Ignacio Spínola y Guzmán

La successione apostolica è:
- Vescovo Melchior de Escuda Aybar (1671)
- Vescovo Gabriel Díaz Vara y Calderón (1672)
- Vescovo Francisco Domonte, O. de M. (1680)
- Arcivescovo Antonio de Vergara, O.P. (1680)
- Vescovo Juan de Porras y Atienza (1681)
- Vescovo Juan Grande Santos de San Pedro (1681)